# Every little thing commonplace tour 2004〜2005
『every little thing commonplace tour 2004〜2005』（エブリリトルシング・コモンプレイス・ツアー 2004-2005）は、Every Little Thingのライブビデオ。

## 解説
ライブDVDとしては2003年発売の『every little thing :2003 tour MANY PIECES』より、約2年半振りとなる。
2004年発売の6枚目のアルバム『commonplace』をコンセプトにしたツアーとなっており、2004年10月17日から2005年4月8日にかけて行われたELT史上最大のツアーとなっている。
なお、本内容は最終公演の様子を収録したものとなっている。

## 収録曲
1. 一日の始まりに...
2. うらうらら
3. country road
4. FOREVER YOURS
5. nostalgia
6. water(s)
7. stray cat
8. 鮮やかなもの
9. 愛の謳
10. ソラアイ
11. fragile
12. life cycle
13. ファンダメンタル・ラブ
14. jump
15. Grip!
16. Interluido〜Meridiana
17. また あした
18. 恋文
19. Free Walkin'
20. Dear My Friend
21. Shapes Of Love
22. 五月雨